# Гамбит
Гамби́т (от итал. dare il gambetto — поставить подножку) — в шахматах и шашках: общее название дебютов, в которых одна из сторон (в большинстве случаев белые) в интересах быстрейшего развития, захвата центра или просто для обострения игры жертвует материал (обычно пешку или шашку, но иногда и лёгкую фигуру). Различают принятый гамбит (жертва принята), отказанный гамбит (жертва отклонена) и контргамбит (вместо принятия жертвы противник, в свою очередь, сам жертвует материал).
Впервые термин «гамбит» был применён Р. Лопесом в 1561 году для названия шахматного дебюта 1. e2-e4 e7-e5 2. Kg1-f3 f7-f6 3. Кf3:e5 (гамбит Дамиано).

## Гамбиты в шахматах
- Английский гамбит: 1.с4 с5 2.Kf3 Kf6 3.d4 cd 4.K:d4 e5 5.Kb5 d5 6.cd[3]
- Белградский гамбит: 1.e4 e5 2.Kf3 Kc6 3.Kc3 Kf6 4.d4 ed 5. Kd5
- Будапештский гамбит: 1. d2-d4 Kg8-f6 2. c2-c4 e7-e5
  - Гамбит Фаяровича: 1. d2-d4 Kg8-f6 2. c2-c4 e7-e5 3. d4:e5 Кf6-e4
- Волжский гамбит: 1.d4 Кf6 2.c4 c5 3.d5 b5
- Гамбит Блэкберна: 1. e2-e4 e7-e5 2. Кg1-f3 Кb8-c6 3. Сf1-c4 Кc6-d4?!
- Гамбит Блэкмара: 1.d2-d4 d7-d5 2.e2-e4
- Гамбит Блэкмара — Димера: 1. d2-d4 d7-d5 2. Кb1-c3 Кg8-f6 3. e2-e4
- Гамбит Блюменфельда: 1.d2-d4 Кg8-f6 2.c2-c4 e7-e6 3.Kg1-f3 c7-c5 4.d4-d5 b7-b5
- Гамбит Вагнера: 1. d2-d4 Kg8-f6 2. Kg1-f3 e7-e6 3. Cc1-g5 c7-c5 4. e2-e4
- Гамбит вепря: 1.d4 d5 2.Cg5 Cf5 3.e3 c6 4.c4[4]
- Гамбит Гампе — Альгайера: 1.e4 e5 2.Kc3 Kc6 3.f4 ef 4.Кf3 g5 5.h4 g4 6.Kg5
- Гамбит Гампе — Муцио: 1. e2-e4 e7-e5 2. Кb1-c3 Кb8-c6 3. f2-f4 e5:f4 4. Кg1-f3 g7-g5 5. Сf1-c4 g5-g4 6. 0—0
- Гамбит Гёринга: 1.e4 e5 2.Кf3 Кc6 3.d4 ed 4.c3
- Гамбит Греко (дебют слона): 1. e2-e4 e7-e5 2. Cf1-c4 Kg8-f6 3. f2-f4
- Гамбит Греко (итальянская партия): 1. e2-e4 e7-e5 2. Kg1-f3 Kb8-c6 3. Cf1-c4 Cf8-c5 4. c2-c3 Кg8-f6 5. d2-d4 e5:d4 6. c3:d4 Сc5-b4+ 7. Кb1-c3
- Гамбит Дамиано: 1.e4 e5 2.Kf3 f6?! 3.K:e5
- Гамбит Джерома: 1. e2-e4 e7-e5 2. Kg1-f3 Kb8-c6 3. Cf1-c4 Cf8-c5 4. Cc4:f7+
- Гамбит Каспарова: 1.e4 c5 2.Кf3 e6 3.d4 cd 4.К:d4 Кc6 5.Кb5 d6 6.c4 Кf6 7.К1c3 a6 8.Кa3 d5
- Гамбит Кохрена (русская партия): 1. e2-e4 e7-e5 2. Kg1-f3 Kg8-f6 3. Kf3:e5 d7-d6 4. Ke5:f7
- Гамбит Крейчика: 1.d4 f5 2.g4
- Гамбит Лабурдонне: 1.e4 e5 2.Cc4 Cc5 3.b4[5]
- Гамбит Ласарда: 1.d4 Kf6 2.Kd2 e5[6]
- Гамбит Лисицына: 1.Kf3 f5 2.e4
- Гамбит Льюиса: 1.e4 e5 2.Cc4 Cc5 3.d4
- Гамбит Морра: 1.e4 c5 2.d4 cd 3.c3
- Гамбит Пирса: 1.e4 e5 2.Kc3 Kc6 3.f4 ef 4.Kf3 g5 5. d4
- Гамбит Понциани: 1.e4 e5 2.Cc4 Kf6 3.d4 ed 4.Kf3
- Гамбит Рубинштейна 1. e2-e4 e7-e5 2. Кg1-f3 Кb8-c6 3. Кb1-c3 Кg8-f6 4. Сf1-b5 Кc6-d4
- Гамбит Руссо: 1. e2-e4 e7-e5 2. Кg1-f3 Kb8-c6 3. Cf1-c4 f7-f5
- Гамбит Стаунтона: 1.d4 f5 2.e4
- Гамбит Стейница: 1.e2-e4 e7-e5 2.Kb1-c3 Kb8-c6 3.f2-f4 e5:f4 4.d2-d4!?
- Гамбит Фрома: 1.f4 e5
- Гамбит Хэллоуин: 1.e4 e5 2.Кf3 Кc6 3.Кc3 Кf6 4.К:e5
- Гамбит Эванса: 1.e4 e5 2.Kf3 Kc6 3.Cc4 Cc5 4.b4 C:b4
  - Отказанный гамбит Эванса: 1.e4 e5 2.Kf3 Kc6 3.Cc4 Cc5 4.b4 Cb6 (Ce7)
- Гамбит Энглунда: 1.d2-d4 e7-е5
- Гамбит Якова Эстрина: 1.e4 e5 2.Kf3 Kc6 3.Cc4 Cc5 4.d4[7]
- Гамбит Яниша: 1.e4 e5 2.Kf3 Kc6 3.Cb5 f5
- Двойной гамбит Мак-Доннелла: 1.e4 e5 2.Cc4 Cc5 3.b4 Cb4 4.f4
- Ирландский гамбит: 1. e4 e5 2. Кf3 Кc6 3. К:e5
- Королевский гамбит: 1.e4 e5 2.f4
  - Отказанный королевский гамбит: 1.e4 e5 2.f4 (кроме 2. …ef)
    - Контргамбит Фалькбеера: 1. e2-e4 e7-e5 2. f2-f4 d7-d5
      - Контргамбит Нимцовича: 1. e2-e4 e7-e5 2. f2-f4 d7-d5 3. e4:d5 c7-c6

  - Принятый королевский гамбит: 1.e4 e5 2.f4 ef
    - Гамбит Брейера: 1.e4 e5 2.f4 ef 3.Фf3
    - Гамбит коня: 1.e4 e5 2.f4 ef 3.Кf3
      - Гамбит Альгайера: 1.e4 e5 2.f4 ef 3.Кf3 g5 4.h4 g4 5.Kg5
      - Гамбит Ганштейна: 1.e4 e5 2.f4 ef 3.Кf3 g5 4.Сc4 Сg7 5.0-0 h6 6.d4 d6 7.c3
      - Гамбит Герцфельда: 1.e4 e5 2.f4 ef 3.Кf3 g5 4.Cc4 g5 5.Ke5 Фh4+ 6.Kpf1 Kc6
      - Гамбит Греко — Филидора: 1.e4 e5 2.f4 ef 3.Кf3 g5 4.Сc4 Сg7 5.h4 h6 6.d4 d6 7.c3 Kc6
      - Гамбит Гулам Кассима: 1. e2-e4 e7-e5 2. f2-f4 e5:f4 3. Kg1-f3 g7-g5 4. Cf1-c4 g5-g4 5. d2-d4
      - Гамбит Зильбершмидта: 1. e2-e4 e7-e5 2. f2-f4 e5:f4 3. Кg1-f3 g7-g5 4. Сf1-c4 g5-g4 5. Кf3-e5 Фd8-h4+ 6. Крe1-f1 Кg8-h6 7. d2-d4 f4-f3
      - Гамбит Каннингема: 1. e2-e4 e7-e5 2. f2-f4 e5:f4 3. Кg1-f3 Сf8-e7
      - Гамбит Квааде: 1. e2-e4 e7-e5 2. f2-f4 e5:f4 3. Кg1-f3 g7-g5 4. Кb1-c3
      - Гамбит Кизерицкого: 1.e4 e5 2.f4 ef 3.Кf3 g5 4.h4 g4 5.Ke5
      - Гамбит Кохрена (королевский гамбит): 1. e2-e4 e7-e5 2. f2-f4 e5:f4 3. Кg1-f3 g7-g5 4. Сf1-c4 g5-g4 5. Кf3-e5 Фd8-h4+ 6. Крe1-f1 f4-f3
      - Гамбит Лолли: 1.e4 e5 2.f4 ef 3.Кf3 g5 4.Сc4 g4 5.C:f7+
      - Гамбит Мак-Доннелла: 1.e4 e5 2.f4 ef 3.Kf3 g5 4.Cc4 g4 5.Kc3
      - Гамбит Муцио: 1.e4 e5 2.f4 ef 3.Кf3 g5 4.Сc4 g4 5.0-0
      - Гамбит Райса: 1. e2-e4 e7-e5 2. f2-f4 e5:f4 3. Кg1-f3 g7-g5 4. h2-h4 g5-g4 5. Кf3-e5 Кg8-f6 6. Сf1-c4 d7-d5 7. e4:d5 Сf8-d6 8. 0-0
      - Гамбит Полерио: 1.e4 e5 2.f4 ef 3.Кf3 g5 4.Сc4 g4 5.0-0 gf 6.Ф:f3
      - Гамбит Розентретера: 1.e4 e5 2.f4 ef 3.Кf3 g5 4.d4
      - Гамбит Сальвио: 1.e4 e5 2.f4 ef 3.Кf3 g5 4.Сc4 g4 5.Ke5

    - Гамбит Мэзона: 1.e4 e5 2.f4 ef 3.Кc3 Фh4+ 4.Kpe2
    - Гамбит Петрова: 1.e4 e5 2.f4 ef 3.Ce2
    - Гамбит слона: 1.e4 e5 2.f4 ef 3.Сс4
      - Гамбит Бледова: 1.e4 e5 2.f4 ef 3.Сс4 d5
      - Контргамбит Лопеса: 1. e2-e4 e7-e5 2. f2-f4 e5:f4 3. Сf1-c4 f7-f5

    - Испанский гамбит: 1.e4 e5 2.f4 ef 3.d4
- Латышский гамбит: 1.e4 e5 2.Kf3 f5
- Львовский гамбит: 1.Kf3 d5 2.e4 de 3.Kg5
- Польский гамбит: 1.d4 d5 2.e4 d: e4 3.Кc3 Кf6 4.Сg5
- Северный гамбит: 1.e4 e5 2.d4 ed 3.c3 dc 4.Cc4
- Сицилианский гамбит:1.e4 c5 2.b4
- Ферзевый гамбит: 1.d4 d5 2.c4
  - Отказанный ферзевый гамбит: 1.d4 d5 2.c4 (кроме 2. …dc)
    - Гамбит Маршалла: 1. d2-d4 d7-d5 2. c2-c4 e7-e6 3. Kb1-c3 c7-c5 4. c4:d5 e6:d5 5. e2-e4
    - Гамбит Тарраша: 1. d2-d4 d7-d5 2. c2-c4 e7-e6 3. Кb1-c3 c7-c5 4. c4:d5 e6:d5 5. d4:c5 d5-d4 6. Kc3-a4 b7-b5
    - Гамбит Шара — Геннига: 1. d2-d4 d7-d5 2. c2-c4 e7-e6 3. Кb1-c3 c7-c5 4. c4:d5 c5:d4
    - Голландский гамбит: 1.d4 d5 2.c4 e6 3.Kc3 Kf6 4.Cg5 c5 5.cd cd
    - Контргамбит Альбина: 1.d4 d5 2.c4 е5
    - Контргамбит Винавера: 1.d4 d5 2.c4 c6 3. Kc3 e5
    - Перуанский гамбит: 1. d2-d4 d7-d5 2. c2-c4 e7-e6 3. Kb1-c3 Kg8-f6 4. Cc1-g5 c7-c5 5. c4:d5 Фd8-b6
    - Славянский гамбит: 1.d4 d5 2.c4 c6 3.Kf3 Kf6 4.Kc3 dc 5.e4

  - Принятый ферзевый гамбит: 1.d4 d5 2.c4 dc
- Центральный контргамбит: 1. e2-e4 e7-e5 2. Kg1-f3 d7-d5
- Шведский гамбит: 1. d2-d4 f7-f5 2. Кb1-c3 Кg8-f6 3. g2-g4
- Швейцарский гамбит: 1. f2-f4 f7-f5 2. e2-e4
- Шотландский гамбит:  1.e4 e5 2.Кf3 Кc6 3.d4 ed 4.Сc4

## Гамбиты в русских шашках
- Гамбит Кукуева:  1.cd4(или cb4) fg5 2.dc5(bc5) d: b4 3.a: c5 b: d4 4.e: c5 gf4 5.g: e5 cb6
- Гамбит Потапова:  1.cd4(или cb4) fg5 2.dc5(bc5) d: b4 3.a: c5 b: d4 4.e: c5 gf4 5.g: e5 ef6